# Нижча Кропивна
Нижча Кропи́вна (Кропивна Нижча)  — село в Україні, у Гайсинському районі Вінницької області. Населення становить 292 осіб.

## Адміністративний поділ
За адміністративним поділом XVI ст. Брацлавський повіт XVI ст.
За адміністративним поділом XIX ст. Гайсинський повіт XIX ст.
За адміністративним поділом XX ст. Немирівський район.
За адміністративним поділом XXІ ст. Гайсинський район.

## Географія
З півночі на південь село перетинає невелика річка Кропивнянка.
На південь від села розташований залізничний пункт зупинки Семенки (тричі на добу приміський поїзд на Вінницю станом на серпень 2016).

## Населення

### Мова
Розподіл населення за рідною мовою за даними перепису 2001 року:
| Мова       | Відсоток |
| ---------- | -------- |
| українська | 99,32%   |
| інші       | 0,68%    |

## Літопис
Кропивна належала Байбузам гербу власного.
Тихін Байбуза був старшиною в війську запорозькому в 1598.
У Кропивній був замок, спалений 1652 р.
1718 Кропивна належала Щесному Байбузі. Від нього Кропивна перейшла його донці Розі Байбузі одруженій з Антонієм Лячинським.
У Кропивній знаходилася резиденція вибудувана Лячинським, два млини, церква, костел, суконна фабрика, статуя Яна Непомуцена.
Після Байбузів (Грибуновичів) Кропивна належала Лячинським, Гоголевським, Главатським.

## Пам'ятки
Костел невідомої назви, що засновано: перед 1793 р. Храм зник: 1893 р. Цегляний костел збудовано на початку XIX ст. Лапчинським. Розібраний у 1893 р. Мурована каплиця діяла в 1850 р., приписана до костелу у Брацлаві.

### Церква Покрови
Храм засновано: 1749 р. Церква Покрови перетворена з греко-католицької на православну в 1794 р. Церква збудована у 1749 р. — дерев'яна триверха, дуже маленька. Вона існувала до 1882 р. В цьому році розібрана, з придатного матеріалу збудована церква в с. Косанова. Нова церква збудована у 1875–1882 рр. — дерев'яна двоверха, разом з дзвіницею. Іконостас 2-ярусний. Біля церкви споруджено пам'ятник проїзду імператора Олександра I через село у 1820 р. Церкви нема.

## Відомі люди
- Тихін Байбуза — козацький гетьман.
- Медзвецький Микола Опанасович — Генерал-поручник Армії УНР.[2]